# Аптекарська балка (Дніпро)

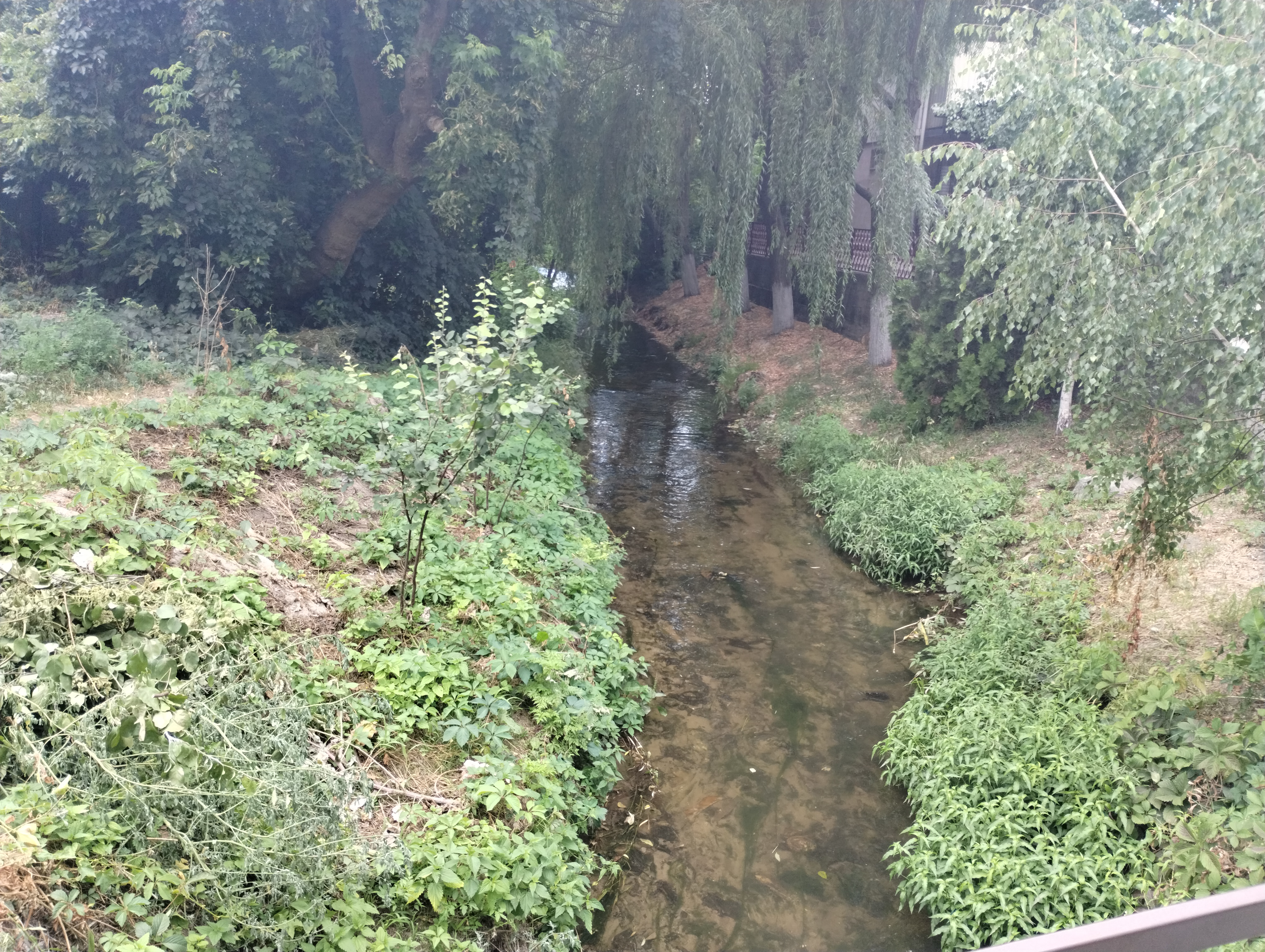
Тальвег Аптекарської балки біля вулиці Кавалерійської. Річка Половиця

Аптекарська (у XVIII ст. — Бобирева, у ХІХ ст. — Родевська також Сухий яр) балка — балка у Чечелівському районі міста Дніпро. Відділяє третій пагорб центральної частини міста від пагорба на якому розташувались Чечелівка та житловий масив проспекту Івана Мазепи. Верхня частина балки забудована кварталами житлового масиву Шляхівка або Надєждіне (вулиці Гончарна (колишня Гончарова), Васильківська, Сухий Яр (колишня Водоп'янова), Ізюмська, Полуничний тупик, Узвіз Горнолижників, Ковельська, Басейна, Давидова, провулки Берінга, Байрона та Басейний тупик), нижня — розмежовує житлові масиви Чечелівка (вулиця Львівська та провулок Жоржинський) та вулиці Робітничої (вулиці Канатна та Аптекарська балка), перетинає вулиці Кавалерійську, Володимира Антоновича та проспект Лесі Українки.
По дну балки протікає невеличка річка Половиця, що входить у підземні колектори від провулку Берінга до вулиці Васильківської та у нижній частині від проспекту Л.Українки до гирла (впадає у Дніпро біля Стану-550 Дніпровського металургійного заводу). До річки впадає низка струмків, що течуть відрогами балки (зокрема біля вулиці Полуничний тупик та провулку Басейний тупик).

## Походження назви

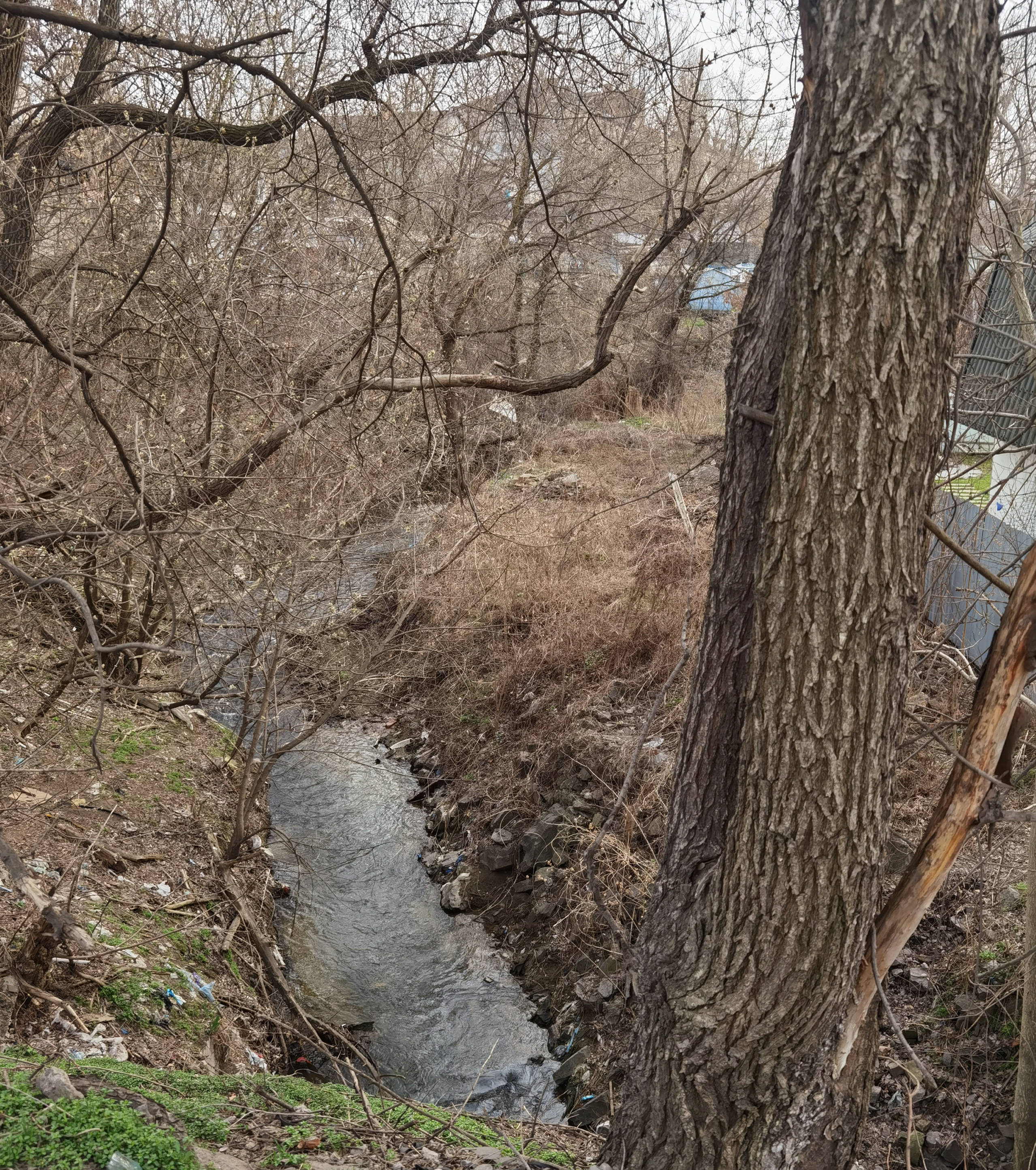
Аптекарська балка біля проспекту Нігояна

У XVIII ст. балка мала назву Бобирева від прізвища козака Бобиря, що володів тут хутором — зимівником. Походження сучасної назви пов 'язане з ім 'ям першого лікаря міста Катеринослава Карла Івановича Роде ( 1746— 1821 ), що жив у краї наприкінці XVIII століття — 1 - й чверті ХІХ ст. Він придбав у балці ділянку землі під дачу. Тому балка спочатку отримала назву Родевська, але, оскільки до відкриття першої аптеки К. І. Роде (у той час професія лікаря була невідривно пов'язана з діяльністю фармацевта) сам виготовляв свої ліки, то балка була названа Аптекарською і згодом цей топонім потрапив на міські плани та мапи другої половини ХІХ -ХХ століть.

## Археологія
В Аптекарській балці виявлено поселення пізнього палеоліту датованого понад 10 тисячою років до Р. Х..

## Заселення
У 1870 — х роках унизу виникла слобідка міської бідноти «Аптекарська балка», що через десять років називалася Чечелівською. Угорі балки після 1887 року виникло робітниче селище Надєждіно.